# فرانك كيسي
فرانك يانك كيسي (بالفرنسية: Franck Yannick Kessié؛ مواليد 19 ديسمبر 1996) هو لاعب كرة قدم يلعب كلاعب وسط للنادي الأهلي في دوري المحترفين السعودي و‌منتخب ساحل العاج.
لعب في الدوري الإيطالي وكان من أحسن لاعبين نادي ميلان العريق، وكذلك يعد من ركائز منتخب بلاده كون ديفوار، ونال معه كأس إفريقيا التي نظمتها بلاده ساحل العاج سنة 2023

## الإحصائيات

### الأندية
آخر تحديث 19 مارس 2017.
| النادي        | الموسم        | الدوري             | الدوري | الدوري | الكأس | الكأس | البطولات القارية | البطولات القارية | أخرى | أخرى | المجموع | المجموع |
| النادي        | الموسم        | الدوري             | لعب    | سجل    | لعب   | سجل   | لعب              | سجل              | لعب  | سجل  | لعب     | سجل     |
| ------------- | ------------- | ------------------ | ------ | ------ | ----- | ----- | ---------------- | ---------------- | ---- | ---- | ------- | ------- |
| ستيلا دادجامي | 2014–15       | دوري الدرجة الأولى | 10     | 3      | —     | —     | —                | —                | —    | —    | 10      | 3       |
| نادي تشيزينا  | 2015–16       | Serie B            | 37     | 4      | 0     | 0     | —                | —                | —    | —    | 37      | 4       |
| نادي أتالانتا | 2016–17       | Serie A            | 23     | 6      | 1     | 1     | —                | —                | —    | —    | 24      | 7       |
| المجموع الكلي | المجموع الكلي | المجموع الكلي      | 70     | 13     | 1     | 1     | 0                | 0                | 0    | 0    | 71      | 14      |

### الدولية
آخر تحديث آخر مباراة 24 مارس 2017.
| منتخب ساحل العاج | منتخب ساحل العاج | منتخب ساحل العاج | منتخب ساحل العاج |
| السنة            | الظهور           | الأهداف          |                  |
| ---------------- | ---------------- | ---------------- | ---------------- |
| 2014             | 4                | 0                |                  |
| 2016             | 6                | 0                |                  |
| 2017             | 5                | 0                |                  |
| المجموع          | 15               | 0                |                  |

## الإنجازات
ميلان
- الدوري الإيطالي: 2021–22

برشلونة
- الدوري الإسباني: 2022—23
- كأس السوبر الإسباني: 2022—23

## روابط خارجية
- فرانك كيسي على موقع الاتحاد الدولي (مؤرشف)  (الإنجليزية)
- فرانك كيسي على موقع الاتحاد الأوربي (الإنجليزية)
- فرانك كيسي على موقع إي إس بي إن إف سي (الإنجليزية)
- فرانك كيسي على موقع قاعدة بيانات كرة القدم.إي يو (الإنجليزية)
- فرانك كيسي على موقع ليكيب (الفرنسية)
- فرانك كيسي على موقع ناشيونال فوتبول تيمز (الإنجليزية)
- فرانك كيسي على موقع Soccerbase.com (لاعب) (الإنجليزية)
- فرانك كيسي على موقع Soccerway.com (الإنجليزية)
- فرانك كيسي على موقع عالم كرة القدم.نت (الإنجليزية)
- فرانك كيسي على موقع أوليمبيديا (الإنجليزية)